# 927型海洋水声监视船
927型海洋水聲監視船，北約代號「東監級」（Dongjian class），是中國人民解放軍海軍自2016年起服役的雙體聲納監測艦，用於拖曳式聲納陣列的遠程水下監測與反潛偵測任務，特別是外國潛艦的活動。該級艦被視為中國版的忠實級海洋監視船，類似於日本海上自衛隊的響型聲學測量船。

## 設計與特徵
- 艦體形式：SWATH雙船體設計，穩性優異。
- 排水量與尺寸：滿載約5,000噸，長90米、寬30米。
- 動力：全電推進（Diesel-electric），最高航速20節。
- 偵測設備：SURTASS拖曳式聲納陣列與高性能信號處理中心，可實現百公里級反潛偵測。

## 建造背景
進入21世紀以來，中國與日本、韓國、越南、菲律賓等國的領海爭端加劇，以及臺灣問題，導致周邊國家在面對中國軍事現代化，特別是海軍大力發展的背景下，紛紛選擇建造或採購潛艇以進行對抗，彌補中國海軍反潛實力相對較弱的短板。
另一方面，美國第七艦隊裝備的先進核潛艇，中國海軍面臨反潛壓力更大。美國海軍也透過航行自由計畫對中國海軍艦艇與設施進行抵近偵察。2009年美國海軍無瑕號研究船航入海南近海進行監聽中國潛艇之任務，發生的無瑕號事件，引發與中國執法船隻之衝突。
無瑕號事件後，中國海軍亦開始研製類似雙體偵測船。2016年4月12日，由中船重工第七〇一研究所設計、武昌船舶重工為中船重工第七一五研究所建造的雙體偵測船「瑞利10號」下水“瑞利10号”装备有拖曳声呐收放口，配置了电力推进系统，中国媒体推测类似技术可能应用于927型船。
。

## 建造與服役

### 瑞利10號（試驗船）
- 下水：2016年4月
- 服役：2016年
- 船廠：武昌船舶重工

## 裝備與能力
- 聲納系統：SURTASS拖曳式陣列，百公里範圍聲學偵測。
- 信息化：衛星數據鏈實時回傳，與岸基及空中反潛力量協同。
- 航空支援：具備直-9直升機起降平臺，用於聲納部署輔助與搜救。
- 自衛：僅配備小口徑遙控機槍，需護航艦艇支援。

## 戰略意義
927型強化了中國遠海反潛情報收集能力，南海與第一島鏈常態化巡航具備對美軍核潛艇和其他水下目標的實時監控能力，有助於戰時封鎖及反潛協同作戰。

## 外部連結
- 中華人民共和國國防部
- Naval News – 最新海軍動態